# Árpád Tóth
Árpád Tóth (Arad, 14 de abril de 1886-Budapest, 7 de noviembre de 1928) fue un poeta y traductor húngaro.

## Biografía
Nacido en la ciudad de Arad (actual Rumania), Árpád Tóth estudió en el instituto de Debrecen, y posteriormente Alemán y Húngaro en la Universidad de Budapest. En 1907, comenzó a publicar sus primeros poemas en los periódicos A Hét y Vasárnapi Újság, y después de 1908 en la prestigiosa revista Nyugat. En 1911, se convirtió en crítico teatral para el periódico Debreceni Nagy Újság.
En 1913 fue contratado como tutor de una adinerada familia, y recibió algo de dinero a cambio de sus escritos; sin embargo, vivió generalmente en la pobreza. La tuberculosis lo obligó a guardar reposo en el Sanatorio de Svedlér, en los Montes Tatras.
Durante el periodo de gobierno revolucionario que se instauró en Hungría tras la Primera Guerra Mundial, fue nombrado secretario de la Academia Vörösmarty, pero perdió este puesto, y fue incapaz de encontrar otro, cuando cayó el gobierno. El resto de su vida, hasta su muerte en 1928, lo pasó pobre y enfermo de tuberculosis.

## Obras
Árpád Tóth fue sobre todo un poeta lírico, que contribuyó al grupo literario organizado en torno a la revista Nyugat. Sus poemas tratan temas como la fugacidad de la felicidad, o la resignación ante la vida.
Como traductor, publicó versiones en húngaro de las obras de Milton, Oscar Wilde, Shelley, Keats, Baudelaire, Flaubert, Gautier, Maupassant o Chejov.
- Datos: Q582421
- Multimedia: Árpád Tóth / Q582421